# Bonamia

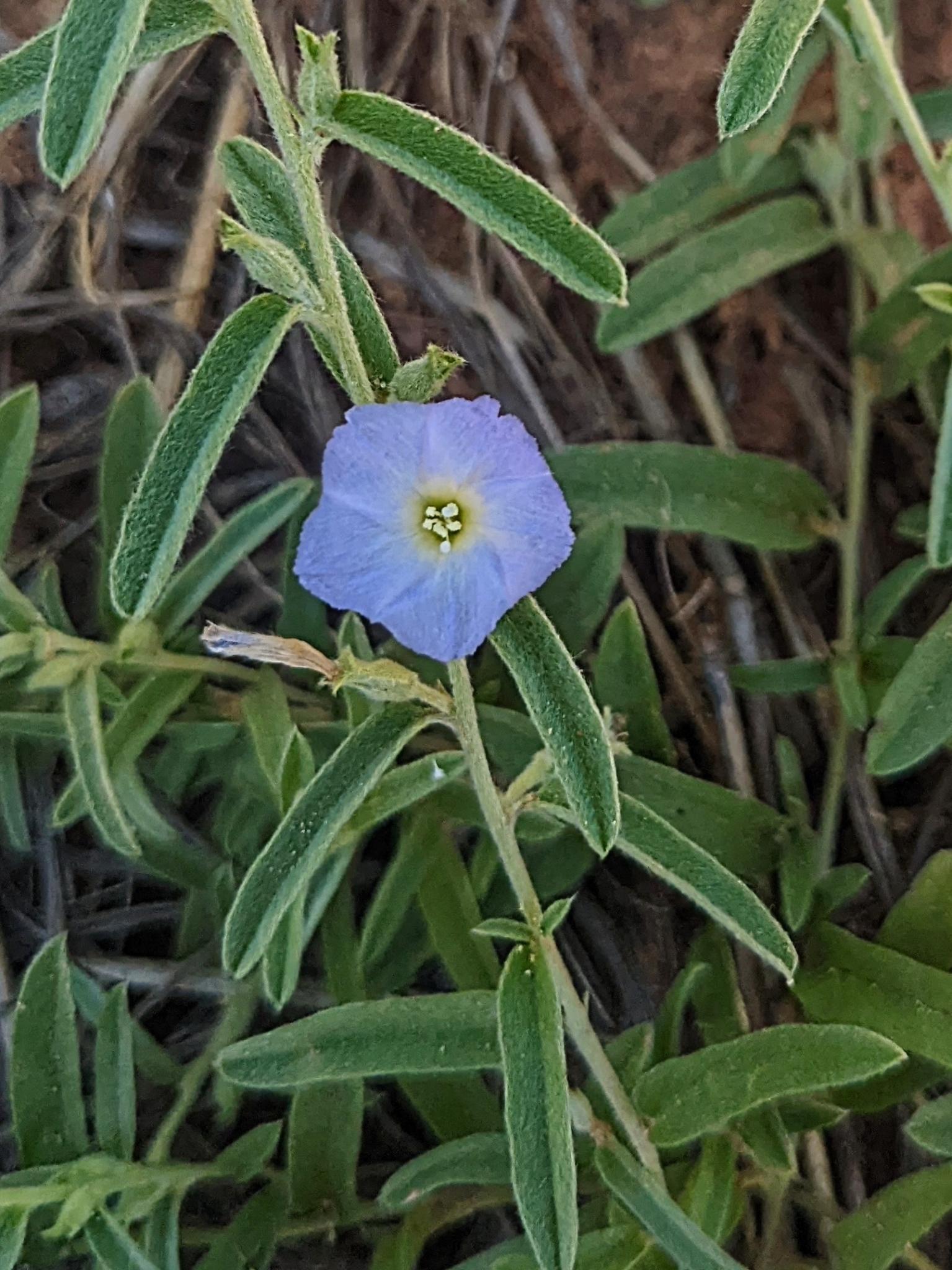
Bonamia oblongifolia

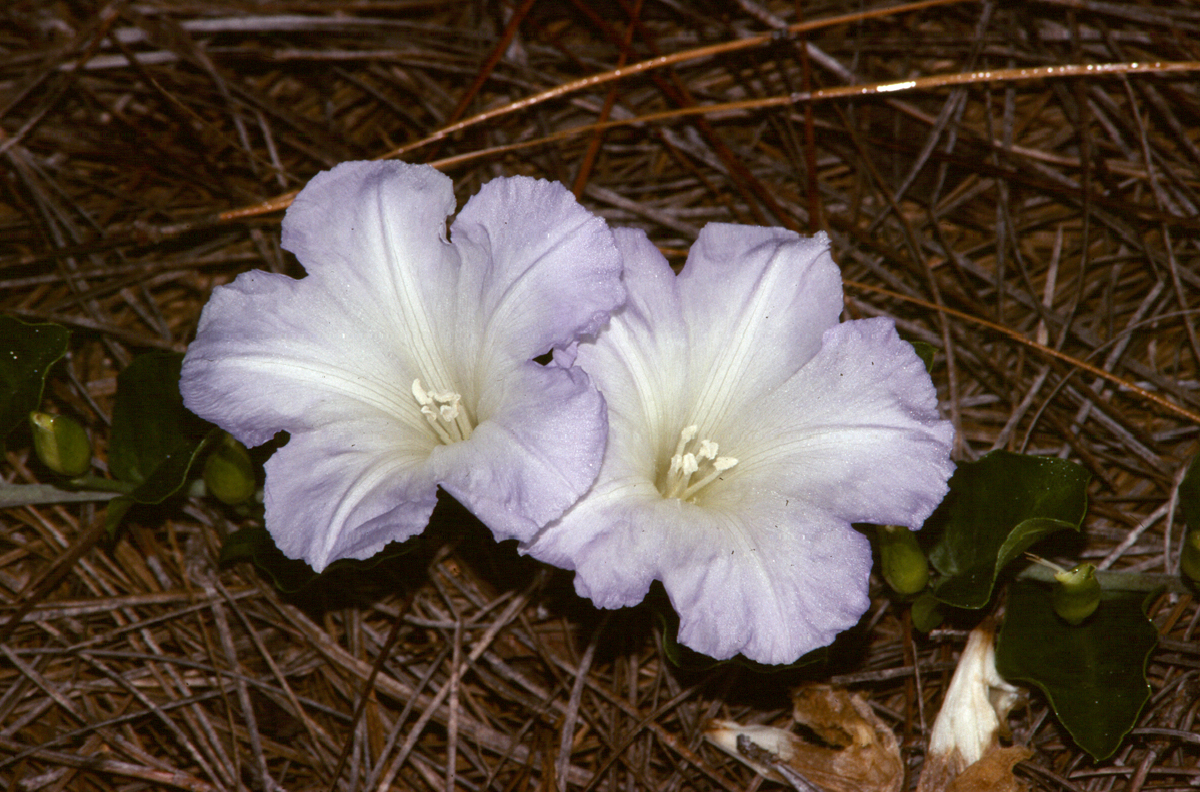
Bonamia grandiflora

Bonamia – rodzaj roślin z rodziny powojowatych (Convolvulaceae). Obejmuje 70 gatunków. Występują one na wszystkich kontynentach w strefie międzyzwrotnikowej – na obu kontynentach amerykańskich, w środkowej Afryce, w południowej Azji, w Australii i zachodniej Oceanii.
Nazwa rodzaju upamiętnia François Bonami'ego (1710–1786), francuskiego lekarza i botanika.

## Morfologia
PokrójRośliny zielne (byliny, rzadko rośliny jednoroczne) i półkrzewy o pędach płożących, wznoszących się, czasem wijących się, owłosionych lub nagich.
LiścieSiedzące lub ogonkowe, o blaszce jajowatej, eliptycznej lub zaokrąglonej, osiągającej do ok. 3 cm długości, nagiej lub owłosionej.
KwiatyWyrastają z kątów liści pojedynczo lub rzadziej zebrane w wierzchotki. Działki kielicha lancetowate do jajowatych, nierówne  lub równe, o długości do ok. 3 cm. Korona lejkowata lub dzwonkowata, niebieska lub niebiesko-purpurowa, często z białym środkiem, rzadziej różowa, czerwona, żółta lub biała; zwykle całobrzega; osiąga średnicę od ok. 3 do ponad 8 cm. Szyjki słupka dwie, złączone u nasady, zwieńczone kulistawym znamieniem.
OwoceKulistawe lub stożkowate torebki otwierające się klapami. Zawierają od jednego do czterech kulistawych lub jajowatych nasion, o łupinie gładkiej i nagiej, czasem owłosionej.

## Systematyka
Pozycja systematyczna
Rodzaj z plemienia Cresseae z podrodziny Dichondroideae w obrębie rodziny powojowatych (Convolvulaceae).
Wykaz gatunków 
- Bonamia abscissa (Choisy) Hallier f.
- Bonamia agrostopolis (Vell.) Hallier f.
- Bonamia alatisemina R.W.Johnson
- Bonamia alternifolia J.St.-Hil.
- Bonamia ankaranensis Deroin
- Bonamia apikiensis Deroin
- Bonamia apurensis D.F.Austin
- Bonamia austinii A.Moreira & Sim.-Bianch.
- Bonamia balansae Hallier f.
- Bonamia boivinii Hallier f.
- Bonamia boliviana O'Donell
- Bonamia brevifolia (Benth.) Myint
- Bonamia campestris A.Moreira & Sim.-Bianch.
- Bonamia capitata (Dammer) Ooststr.
- Bonamia cerradoensis J.R.I.Wood
- Bonamia chontalensis E.Carranza
- Bonamia densiflora (Baker) Hallier f.
- Bonamia deserticola R.W.Johnson
- Bonamia dietrichiana Hallier f.
- Bonamia douglasii D.F.Austin
- Bonamia elegans (Choisy) Hallier f.
- Bonamia elliptica (L.B.Sm. & B.G.Schub.) Myint & D.B.Ward
- Bonamia erecta R.W.Johnson
- Bonamia eustachioi A.L.C.Moreira & Kojima
- Bonamia ferruginea (Choisy) Hallier f.
- Bonamia fruticosa R.W.Johnson
- Bonamia gabonensis Breteler
- Bonamia grandiflora (A.Gray) Hallier f.
- Bonamia holtii O'Donell
- Bonamia jiviorum J.R.Grande
- Bonamia krapovickasii A.Moreira & Sim.-Bianch.
- Bonamia kuhlmannii Hoehne
- Bonamia langsdorffii (Meisn.) Hallier f.
- Bonamia leonii A.H.Gentry & Austin
- Bonamia linearifolia A.L.C.Moreira & Sim.-Bianch.
- Bonamia linearis (R.Br.) Hallier f.
- Bonamia longipilosa R.W.Johnson
- Bonamia longitubulosa Breteler
- Bonamia maripoides Hallier f.
- Bonamia media (R.Br.) Hallier f.
- Bonamia menziesii A.Gray
- Bonamia mexicana J.A.McDonald
- Bonamia mossambicensis (Klotzsch) Hallier f.
- Bonamia multicaulis (Brandegee) House
- Bonamia multiflora R.W.Johnson
- Bonamia ngouniensis Breteler
- Bonamia nzabii Breteler
- Bonamia oblongifolia Myint
- Bonamia ovalifolia (Torr.) Hallier f.
- Bonamia pannosa (R.Br.) Hallier f.
- Bonamia peruviana Ooststr.
- Bonamia pilbarensis R.W.Johnson
- Bonamia riograndina J.R.I.Wood
- Bonamia rosea (F.Muell.) Hallier f.
- Bonamia rosiewiseae J.R.I.Wood
- Bonamia sedderoides Rendle
- Bonamia semidigyna (Roxb.) Hallier f.
- Bonamia sericea (Griseb.) Hallier f.
- Bonamia spectabilis (Choisy) Hallier f.
- Bonamia sphaerocephala (Dammer) Ooststr.
- Bonamia subsessilis Hassl.
- Bonamia sulphurea (Brandegee) Myint & D.B.Ward
- Bonamia thunbergiana (Roem. & Schult.) F.N.Williams
- Bonamia toniae R.W.Johnson
- Bonamia trichantha Hallier f.
- Bonamia tsivory Deroin
- Bonamia umbellata (Choisy) Hallier f.
- Bonamia velutina Verdc.
- Bonamia vignei Hoyle
- Bonamia wilsoniae R.W.Johnson